# 派珀城 (伊利諾伊州)
派珀城（英語：Piper City）是位於美國伊利諾伊州福特縣的一個村落。

## 地理
派珀城的座標為40°45′24″N 88°11′22″W / 40.7567°N 88.1894°W，而該地最高點為海拔高度205米（即673英尺）。

## 人口
根據2010年美國人口普查的數據，派珀城的面積為1.42平方千米，當中陸地面積為1.42平方千米，而水域面積為0.00平方千米。當地共有人口826人，而人口密度為每平方千米581人。